# Brechwurzel

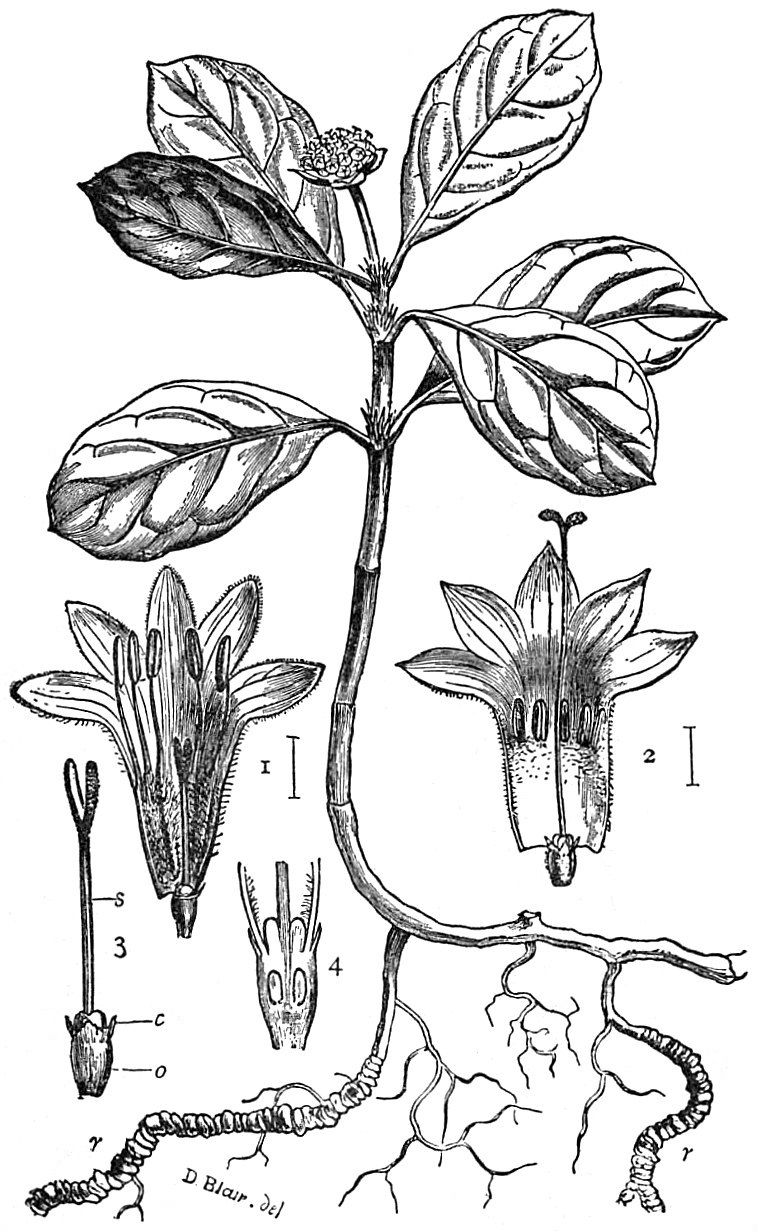
Illustration von Ipecacuanha;
man sieht die zwei distylen Blüten

Die Brechwurzel oder Brechwurz (Carapichea ipecacuanha), auch Ruhrwurzel, Speiwurzel, Kopfbeere genannt, ist eine Pflanzenart in der Familie der Rötegewächse (Rubiaceae). Sie ist auch unter ihrem portugiesischen Trivialnamen Ipecacuanha oder spanisch Ipecacuana bekannt. Ihr „Wurzelstock“ (Radix Ipecacuanhae) wird in der Medizin verwendet, um Ipecacuana-Sirup – ein starkes Brechmittel – herzustellen.

## Beschreibung
Die Brechwurzel wächst als immergrüner kleiner Halbstrauch oder als ausdauernde krautige Pflanze bis auf Wuchshöhen von etwa 40–50 Zentimetern. Am Wurzelstock werden viele Wurzeln gebildet, die von einer dicken, geringelten, eingeschnürten Rinde umgeben sind. Es wird meist ein einzelner, kurzer Stamm oder Stängel gebildet, der nur im oberen Bereich beblättert ist. Die gegenständig angeordneten, einfachen und kurz gestielten Laubblätter sind in Blattstiel und -spreite gegliedert. Die einfache, ledrige und dunkelgrüne Blattspreite besitzt einen ganzen Rand. Sie ist eiförmig bis verkehrt-eiförmig oder elliptisch, bespitzt bis spitz und oberseits rau und unterseits weich behaart bis kahl. An der Basis jeden Blattpaares befinden sich zwei langfransige Nebenblätter.
In endständigen und köpfchenförmigen Blütenständen (dichte Rispen, Zymen), die von vier großen, eiförmigen Tragblättern umgeben sind, stehen die Blüten mit kleinen Deckblättern zusammen. Die zierliche, kleine, vier- oder fünfzählige, süßlich, aromatische Blüte mit doppelter Blütenhülle ist zwittrig, trichterförmig und besitzt eine weiße Farbe. Der Kelch ist nur minimal ausgebildet, mit winzigen Zähnchen. Es sind 4–5 Staubblätter mit pfeilförmigen Antheren oben am behaarten Schlund vorhanden. Der Fruchtknoten ist unterständig, mit einem schlanken Griffel mit zwei Narbenästen. Staub- und Fruchtblätter sind dimorph bzw. heterostyl, das bedeutet, dass bei einigen Blüten die Staubblätter lang sowie die Stempel kurz sind und bei den anderen Blüten ist es umgekehrt. Die erst purpurrote, später blauschwarze, rundliche und glatte, zweikammerige, ein-, zweisamige, beerenartige Steinfrucht mit Kelchresten ist fleischig und bis 12 Millimeter lang.

## Verbreitung
Die Brechwurzel kommt in den tropischen Tieflandregenwäldern Mittel- und Südamerikas von Nicaragua bis Brasilien vor. Sie wächst langsam, so dass sie für eine Plantagenkultur eigentlich nicht geeignet ist. Gelegentlich ist sie jedoch in Südamerika, aber auch in Indien in Kultur genommen worden. Fundorte gibt es in Costa Rica, im südöstlichen Nicaragua, Panama, Kolumbien sowie in Ecuador (nur in Napo) und in Brasilien.

## Verwendung
In der Medizin wird der „Wurzelstock“ (Radix Ipecacuanhae) verwendet, der sich einige wenige Male verzweigt. Auf dem Markt werden verschiedene Sorten angeboten (grau, rot, braun), die von derselben Art stammen. Unterschiede im Aussehen gehen auf das Alter und die Bewässerung zurück. Es sind verschiedene Ipecacuanha-Alkaloide enthalten.
Jean Adrien Helvétius (1661–1727) wandte die Droge bereits 1680 bei Dysenterie an. Da laut Theodor Husemann die Wirksamkeit nur bei tropischer Dysenterie vorliegt, wurde sie danach als Emetikum verwendet. Als schließlich das Apomorphin entdeckt wurde, das eine höhere emetische Wirksamkeit zeigt, ersetzte es die Brechwurzel. Ipecacuana ist sehr giftig und kann zu blutigen Durchfällen und Krämpfen bis zum Schock bzw. Koma führen. Es enthält die Alkaloide Emetin und Cephaelin. Aus der Brechwurzel bereitete Medikamente sind in Deutschland verschreibungspflichtig.
Ipecacuanha wurde danach noch als Expektorans verwendet. Das enthaltene Emetin wurde 1817 von Pierre-Joseph Pelletier und François Magendie isoliert und T. Gordonoff zeigte mittels Röntgenkontrastmittel in der Trachea die Unterschiede zwischen der sekretomotorischen und sekreotolytischen Expektoranswirkung. Als Darreichungsform wurde ein Sirup gewählt, z. B. der Brechwurzelsirup (Sirupus Ipecacuanhae) aus der 6. Ausgabe des deutschen Arzneibuchs (DAB 6).
In Deutschland wurde Ipecacuanha Menschen verabreicht, die des Drogenhandels verdächtigt wurden. Damit sollten Beweismittel sichergestellt werden, die durch Verschlucken versteckt werden können. Im Zusammenhang mit dem Einsatz von Ipecacuanha starben dabei wenigstens zwei Menschen. Im Jahr 2001 starb der herzkranke Achidi John nach Brechmittelgabe durch die Polizei. Diese Methode wurde dabei insbesondere in Hamburg, Bremen und Berlin regelmäßig eingesetzt.

## Pflanzenarten mit ähnlicher Verwendung
Auf dem Markt finden sich auch zahlreiche Ersatzmittel für die Brechwurzel: Sie werden teils mit der portugiesischen Bezeichnung ähnlichem Namen (Ipecac, Ipecacuanha) geführt.
- Afrohybanthus enneaspermus (Syn.: Viola heterophylla, Ionidium heterophyllum)
- Allamanda cathartica (Syn.: Allamanda grandiflora)
- „Amerikanische Brechwurzel“ (Gillenia stipulata,  Gillenia trifoliata)
- Apocynum cannabinum, Apocynum androsaemifolium
- Asclepias vomitoria, Asclepias curassavica, Asclepias asthmatica
- Banksia praemorsa (Syn.: Banksia marcescens)
- Boerhavia diffusa, Boerhavia diandra
- Bothriospora corymbosa
- Calyptrion arboreum
- Capirona decorticans
- Chamaelirium luteum (Syn.: Veratrum lureum)
- Chiococca alba (Syn.: Chiococca anguifuga )
- Convolvulus batatilla (Syn.: Corynostylis loeflingii)
- Cryptocoryne spiralis
- Cyclamen purpurascens (Syn.: Cyclamen europaeum)
- verschiedene Arten von Cynanchum, Cynanchum ipecacuanha, Cynanchum vomitorium
- Dorstenia brasiliensis
- „Wilde Brechwurzel“ (Euphorbia ipecacuanhae) auch Euphorbia pubentissima aus Nordamerika, Euphorbia tithymaloides, Euphorbia gerardiana
- Ferdinandusa elliptica
- Funastrum glaucum (Syn.: Sarcostemma glaucum) aus der Familie der Asclepiadaceae aus Venezuela
- Gewöhnliche Haselwurz (Brechwurz)
- Heteropterys pauciflora, Heteropterys pragua
- Hillia illustris
- verschiedene Arten von Ionidium, Pombalia calceolaria (Syn.: Ionidium ipecacuanha, Viola ipecacuanha, Hybanthus ipecacuanha), Pombalia brevicaulis (Syn.: Ionidium brevicaule), Pombalia oppositifolia (Syn.: Ionidium urticifolium), Pombalia parviflora (Syn.: Ionidium parviflorum, Ionidium microphyllum)
- Manettia cordifolia
- Otholobium glandulosum (Syn.: Psoralea glandulosa)
- Camptocarpus mauritianus (Syn.: Periploca mauritiana), Periploca vomitoria
- Naregamia alata
- Palicourea crocea (Syn.: Psychotria crocea), Palicourea officinalis, Palicourea muscosa (Syn.: Morinda muscosa, Cephaelis muscosa), Palicourea tomentosa (Syn.: Cephaelis tomentosa)
- Passiflora quadrangularis
- Podophyllum peltatum
- verschiedene Arten von Polygala, Polygala glandulosa, Polygala poaya, Polygala scoparia, Hebecarpa caracasana (Syn.: Polygala caracasana), Asemeia violacea (Syn.: Polygala violacea)
- Remijia amazonica
- Richardsonia pilosa, Richardsonia rosea, Richardia scabra (Syn.: Richardsonia scabra)
- Ronabea emetica (Syn.: Psychotria emetica, Cephaelis emetica), Notopleura parasitica (Syn.: Psychotria parasitica)
- Sanguisorba canadensis
- Spermacoce verticillata (Syn.: Borreria verticillata), Spermacoce capitata (Syn.: Borreria ferruginea), Spermacoce poaya (Syn.: Borreria poaya), Spermacoce hispida
- Tocoyena cubensis (Syn. Tocoyena longiflora)
- Triosteum perfoliatum
- Vincetoxicum indicum (Syn.: Tylophora indica, Tylophora asthmatica) wird in Indien verwendet
- Vincetoxicum hirundinaria (Syn.: Cynanchum vincetoxicum)

## Geschichtliches und Namensgebung
In Europa erstmals bekanntgemacht wurde die Ipecacuanha-Wurzel Ende des 16. Jahrhunderts durch einen portugiesischen Jesuiten, der die Brechwurz in Brasilien entdeckt hatte. 1648 wurde die Brechwurz von Willem Piso und Georg Marggraf genauer beschrieben und als Mittel gegen die Ruhr gerühmt. 1672 wurden die ersten Proben durch den Arzt Legras nach Paris gebracht und nach 1680 durch Jean Adrien Helvétius erfolgreich als Geheimmittel gegen blutigen Durchfall verordnet. Nachdem auch der französische König durch dieses Mittel geheilt wurde, eröffnete Helvétius 1688 den Namen des Geheimmittels und erhielt dafür eine Belohnung von 1000 Louis d’or. Zu den Erforschern der medizinischen Bedeutung der Wurzel (Radix Ipecacuanha) gehörte im 19. Jahrhundert der tschechische Physiologe Jan Evangelista Purkyně.
Das Artepitheton ipecacuanha und die Trivialnamen stammen aus der Tupi-Sprache, in der i-pe-kaa-guéne so viel bedeutet wie „Pflanze vom Wegesrand, die krank macht“.
Weitere Trivialnamen sind unter anderem: „Kolumbianische Brechwurzel“ (Cartagena- oder Panama-Ware), „Brasilianische Brechwurzel“ (Rio- oder Mato-Grosso-Ware). Weitere Bezeichnungen aus der Umgangssprache lauten „Ipecac“ oder „Brasilianische Wurzel“.

## Taxonomie
Die Erstveröffentlichung dieser Art erfolgte 1802 unter dem Namen (Basionym) Callicocca ipecacuanha durch Felix de Silva Avellar Brotero in Transactions of the Linnean Society of London, 6, S. 137–141, Tafel 11. Die Gattung Carapichea wurde 2002 durch Bengt Lennart Andersson in Re-establishment of Carapichea (Rubiaceae, Psychotrieae), in: Kew Bulletin, Volume 57, 2002, S. 363–374 reaktiviert, seither heißt diese Art Carapichea ipecacuanha. Weitere Synonyme für Carapichea ipecacuanha (Brot.) L.Andersson sind: Cephaelis acuminata H.Karst., Cephaelis ipecacuanha (Brot.) Tussac, Cephaelis ipecacuanha (Brot.) A.Rich., Psychotria ipecacuanha (Brot.) Stokes, Evea ipecacuanha (Brot.) Standl., Uragoga acuminata (H.Karst.) Farw., Uragoga ipecacuanha (Brot.) Baill.